# 马齐·兰佩
马齐·博莱斯劳·兰佩（1985年2月5日—）為波蘭男子籃球運動員，他在2003年NBA选秀第2轮第1顺位被纽约尼克斯选中。

## 職業生涯
2016年7月27日，深圳烈豹宣布簽下蘭佩。2017年9月12日，由於蘭佩在2016-17賽季胯部拉傷，深圳烈豹宣布簽下贾里德·萨林杰暫時替代。11月24日，深圳烈豹宣布與贾里德·萨林杰續約至賽季結束。11月25日，青岛雄鹰宣布簽下蘭佩，泰伦斯·琼斯離隊。2018年1月4日，青岛雄鹰宣布蘭佩賽季報銷，由James Mays取代。8月17日，吉林东北虎宣布簽下蘭佩。2019年4月15日，蘭佩加盟麥納瑪。8月19日，四川蓝鲸宣布簽下蘭佩。9月26日，蘭佩抵達四川成都。10月中蘭佩因家人在西班牙出車禍而離隊，由托马斯·罗宾逊取代。
2020年7月14日，蘭佩重返麥納瑪。12月31日，什切青國王宣布簽下蘭佩。2021年4月12日，蘭佩加入利摩日CSP。9月9日，T1聯盟台灣啤酒英熊宣布與蘭佩完成簽約，中文名取作「籃波」。12月24日，蘭佩搭機返回西班牙休養。2022年2月4日，台灣啤酒英熊表示已與蘭佩達成不重啟合約共識。